# José Carlos da Fonseca
José Carlos da Fonseca (n. Lospalos, 10 de septiembre de 1994) es un futbolista timorense que juega en la demarcación de centrocampista para el Sport Laulara e Benfica de la LFA Primera División de Timor Oriental.

## Selección nacional
Debutó con la selección de fútbol de Timor Oriental el 21 de noviembre de 2010 en un partido amistoso contra Indonesia que acabó con un resultado de 6-0 a favor del combinado indonesio. Además disputó la clasificación de la Copa AFF Suzuki 2014 y la clasificación para la Copa Mundial de Fútbol de 2018.

## Clubes
| Club                    | País           | Año       | Partidos | Goles |
| ----------------------- | -------------- | --------- | -------- | ----- |
| Sport Laulara e Benfica | Timor Oriental | 2010-2013 |          |       |
| Phayao FC               | Tailandia      | 2014-2016 |          |       |
| DIT FC                  | Timor Oriental | 2016-2017 |          |       |
| Cacusan CF              | Timor Oriental | 2017-2018 |          |       |
| FC Karketu Dili         | Timor Oriental | 2018      |          |       |
| Sport Laulara e Benfica | Timor Oriental | 2019-     |          |       |